# Sistema de posicionament global

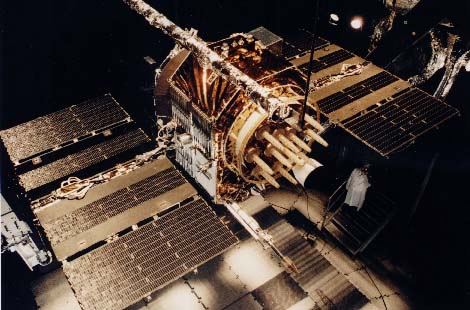
Satèl·lit NAVSTAR GPS

El Sistema de posicionament global, conegut com a GPS (originàriament NAVSTAR Global Positioning System o NAVSTAR GPS), és un sistema de navegació per satèl·lit que permet saber amb molta precisió la mateixa situació geogràfica i l'hora de referència amb gran exactitud en gairebé qualsevol lloc de la Terra o en una Òrbita de la Terra. Fa servir una òrbita circular intermèdia (Intermediate Circular Orbit -ICO-, en anglès) constel·lació de satèl·lits de 24 satèl·lits o més.
El GPS és un Sistema Global de Navegació per Satèl·lit (GNSS) que permet determinar a tot el món la posició d'una persona, un vehicle o una nau, amb una desviació mitjana de quatre metres. El sistema va ser desenvolupat i instal·lat, i actualment és operat, pel departament de Defensa dels Estats Units.
El GNSS funciona mitjançant una xarxa de satèl·lits que orbiten al voltant de la terra. Quan es desitja determinar la posició, l'aparell que s'utilitza per a això localitza automàticament com a mínim quatre satèl·lits de la xarxa, dels quals rep uns senyals indicant la posició i el rellotge de cadascun d'ells. Sobre la base d'aquests senyals, l'aparell sincronitza el rellotge del GNSS i calcula el retard dels senyals, és a dir, la distància al satèl·lit. Per "triangulació" calcula la posició en què aquest es troba. La triangulació en el cas del GPS, a diferència del cas 2-D que consisteix a esbrinar l'angle respecte de punts coneguts, es basa a determinar la distància de cada satèl·lit respecte al punt de mesurament. Conegudes les distàncies, es determina fàcilment la pròpia posició relativa respecte als tres satèl·lits. Coneixent a més les coordenades o posició de cadascun d'ells pel senyal que emeten, s'obté la posició absoluta o coordenades reals del punt de mesurament. També s'aconsegueix una exactitud extrema en el rellotge del GNSS, similar a la dels rellotges atòmics que des de terra sincronitzen als satèl·lits.
L'antiga Unió Soviètica té un sistema similar anomenat GLONASS, ara gestionat per la Federació Russa I que competeix amb el sistema GPS en prestacions, millorant els resultats sobretot als pols, degut a la seva distribució de satèl·lits.
Actualment la Xina també està desplegant un sistema GNSS propi, el Beidou, encara no operatiu a tot el planeta (2019).
Actualment la Unió Europea intenta llançar el seu propi sistema de posicionament per satèl·lit, denominat Sistema Galileo.
La fiabilitat depèn del nombre de satèl·lits utilitzats, del grau de dispersió que tinguin aquests, de l'existència d'efectes atmosfèrics adversos que afectin a la velocitat de transmissió del senyal i, en menor grau, dels problemes d'exactitud dels rellotges interns dels satèl·lits. Els GPS d'ús comú tenen un error de precisió de 15 metres, i si utilitzem 9 satèl·lits en lloc dels 4 necessaris com a mínim i una bona dispersió es poden aconseguir precisions inferiors als 2,5 metres un 95% del temps.

## Història
En la dècada de 1960, el sistema de navegació terrestre OMEGA, basat en la comparació de fase dels senyals emesos a partir de parells d'estacions terrestres, es va convertir en el primer sistema mundial de ràdio de navegació. Les limitacions d'aquests sistemes van impulsar la necessitat d'una solució de navegació més universal amb més precisió.
El 1957, la Unió Soviètica va llançar a l'espai el satèl·lit artificial Spútnik I, monitorat mitjançant l'observació de l'efecte Doppler del senyal que transmetia, permetia saber la seva posició. A causa d'aquest fet, es va començar a pensar que, de la mateixa manera, la posició d'un observador podria ser establerta mitjançant l'estudi de la freqüència Doppler d'un senyal transmès per un satèl·lit l'òrbita del qual estigués determinada amb precisió.
L'Armada dels Estats Units ràpidament va aplicar aquesta tecnologia, per proveir als sistemes de navegació de les seves flotes d'observacions de posicions actualitzades i precises. Així va sorgir el sistema TRANSIT, operatiu en 1964, i cap a 1967 disponible per a ús comercial. Les actualitzacions de posició, en aquest temps, es trobaven disponibles cada 40 minuts i l'observador havia de romandre gairebé estàtic per poder obtenir una informació adequada.
Posteriorment, en la dècada de 1960, i gràcies al desenvolupament dels rellotges atòmics, es va dissenyar una constel·lació de satèl·lits, portant cada un d'ells un d'aquests rellotges i estant tots sincronitzats amb base a una referència de temps determinada.
El 1967, l'U.S. Navy va desenvolupar el satèl·lit Timation, que va demostrar la viabilitat de col·locar rellotges precisos a l'espai, una tecnologia requerida pel GPS.
El 1973 es van combinar els programes de l'Armada i el de les Forces Aèries dels Estats Units (aquest últim consistent en una tècnica de transmissió codificada que proveïa dades necessaris utilitzant un senyal modulat amb un codi de PRN (Pseudo-Random Noise: soroll pseudo-aleatori), en el que es va conèixer com a Navigation Technology Program (programa de tecnologia de navegació), posteriorment anomenat com NAVSTAR GPS.
Entre 1978 i 1985 es van desenvolupar i van llançar onze satèl·lits prototip experimentals NAVSTAR, als que van seguir altres generacions de satèl·lits, fins a completar la constel·lació actual, que es va declarar amb «capacitat operacional inicial» el desembre de 1993 i amb «capacitat operacional total» l'abril de 1995.
En 1994, aquest país va oferir el servei normalitzat de determinació de la posició per donar suport a les necessitats de la OACI, i aquesta va acceptar l'oferiment.

## Característiques tècniques i prestacions

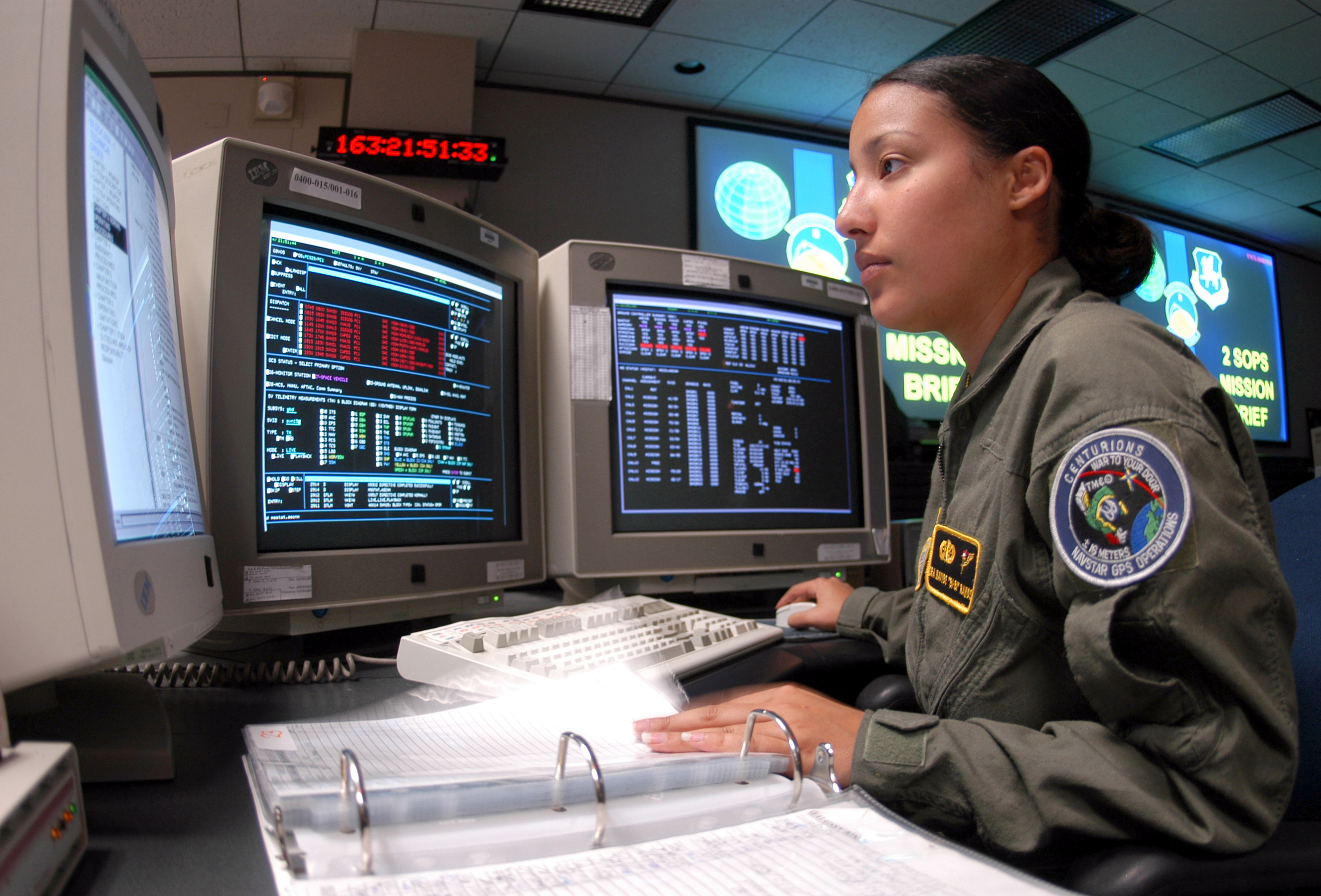
Operadora de satèl·lits controlant la constel NAVSTAR-GPS, a la Base Aèria de Schriever.

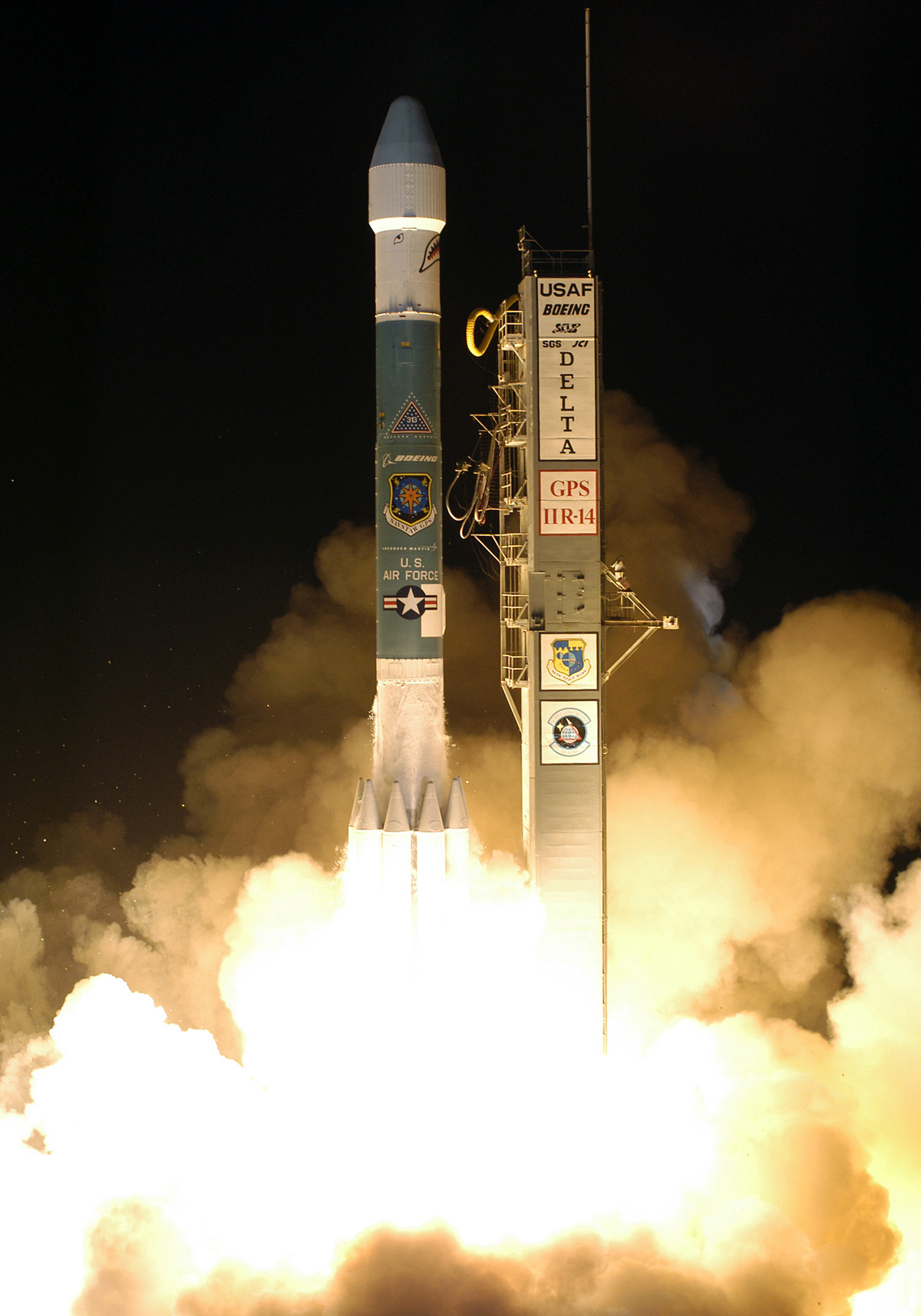
Llançament de satèl·lits per a la constel NAVSTAR-GPS mitjançant un coet Delta.

El Sistema Global de Navegació per Satèl·lit el componen:
- Sistema de satèl·lits: Està format per 24 unitats amb trajectòries sincronitzades per cobrir tota la superfície del globus terraqüi. Més concretament, repartits en 6 plànols orbitals de 4 satèl·lits cadascun. L'energia elèctrica que requereixen per al seu funcionament l'adquireixen a partir de dos panells compostos de cel·les solars adossats als seus costats.
- Estacions terrestres : Envien informació de control als satèl·lits per controlar les òrbites i realitzar el manteniment de tota la constel·lació.
- Terminals receptors: Indiquen la posició en què estan, conegudes també com a unitats GPS, són les que es podem adquirir a les botigues especialitzades.

### Segment espacial
- Satèl·lits en la constel: 24 (4 × 6 òrbites)
  - Altitud: 20.200 km
  - Període: 11 h 56 min (12 hores dera)
  - Inclinació: 55 graus (respecte a l'equador terrestre).
  - Vida útil: 7,5 anys
- Segment de control (estacions terrestres)
  - Estació principal: 1
  - Antena de terra: 4
  - Estació monitora (de seguiment): 5
- Senyal RF
  - Freqüència portadora:
    - Civil - 1.575,42 MHz (L1). Utilitza el Codi d'Adquisició aproximada (C/A).
    - Militar - 1.227,60 MHz (L2). Utilitza el Codi de Precisió (P), xifrat.
      - Nivell de potència del senyal: -160 dBW (en superfície terra).
      - Polarització: circular dextrogira.
- Exactitud
  - Posició: aproximadament 15 m (el 95%)
  - Hora: 1 ns
- Cobertura: mundial
- Capacitat d'usuaris: il·limitada
- Sistema de coordenades:
  - Sistema Geodèsic Mundial 1984 (WGS84).
  - Centrat en la Terra, fix.
- Integritat: temps de notificació de 15 minuts o més. No és suficient per a l'aviació civil.
- Disponibilitat: 24 satèl·lits (70%) i 21 satèl·lits (98%). No n'hi ha prou com a mitjà primari de navegació.

### Senyal GPS
Cada satèl·lit GPS emet contínuament un missatge de navegació a 50 bits per segon en la freqüència portadora de microones d'aproximadament 1.600 MHz. La ràdio FM, en comparació, s'emet a entre 87,5 i 108,0 MHz i les xarxes Wi-Fi funcionen al voltant de 5000 MHz i 2400 MHz. Més concretament, tots els satèl·lits emeten a 1.575,42 MHz (aquest és el senyal L1) i 1.227,6 MHz (el senyal L2)
El senyal GPS proporciona l"hora de la setmana" precisa d'acord amb el rellotge atòmic a bord del satèl·lit, el nombre de setmana GPS i un informe d'estat per al satèl·lit de manera que pot deduir-se si és defectuós. Cada transmissió dura 30 segons i porta 1500 bits de dades codificades. Aquesta petita quantitat de dades està codificada amb una seqüència pseudoaleatòria (PRN) d'alta velocitat que és diferent per a cada satèl·lit. Els receptors GPS coneixen els codis PRN de cada satèl·lit i per això no només poden decodificar el senyal sinó que la poden distingir entre diferents satèl·lits.
Les transmissions són cronometrades per començar de forma precisa en el minut i en el mig minut tal com indiqui el rellotge atòmic del satèl·lit. La primera part del senyal GPS indica al receptor la relació entre el rellotge del satèl·lit i l'hora GPS. La següent sèrie de dades proporciona al receptor informació d'òrbita precisa del satèl·lit.

### Demodulació
Atès que tots els senyals de satèl·lit es modulen a la mateixa freqüència de portadora L1, els senyals s'han de separar després de la de-modulació. Això es fa assignant a cada satèl·lit una seqüència binària única coneguda com a Gold Code. Els senyals es de-codifiquen després de la de-modulació utilitzant la suma dels Gold Code corresponents als satèl·lit supervisats pel receptor.
Si la informació de l'almanac s'ha adquirit prèviament, el receptor selecciona els satèl·lits a rebre pels seus PRN, números únics en el rang d'1 al 32. Si la informació d'almanac no es troba en la memòria, el receptor entra en un mode de recerca fins que s'obté un bloqueig sobre un dels satèl·lits. Per obtenir un bloqueig, és necessari que hi hagi una línia de visió sense obstacles des del receptor fins al satèl·lit. El receptor pot adquirir l'almanac i determinar els satèl·lits que hauria de supervisar. A mesura que detecta el senyal de cada satèl·lit, l'identifica amb el seu patró de codi C / A diferent. Pot haver-hi un retard de fins a 30 segons abans de la primera estimació de posició per raó de la necessitat de llegir les dades de l'efemèride.
El processament del missatge de navegació permet determinar el temps de transmissió i la posició del satèl·lit en aquest moment. (Per obtenir més informació, consulteu Demodulació i descodificació, avançada).

## Evolució del sistema GPS

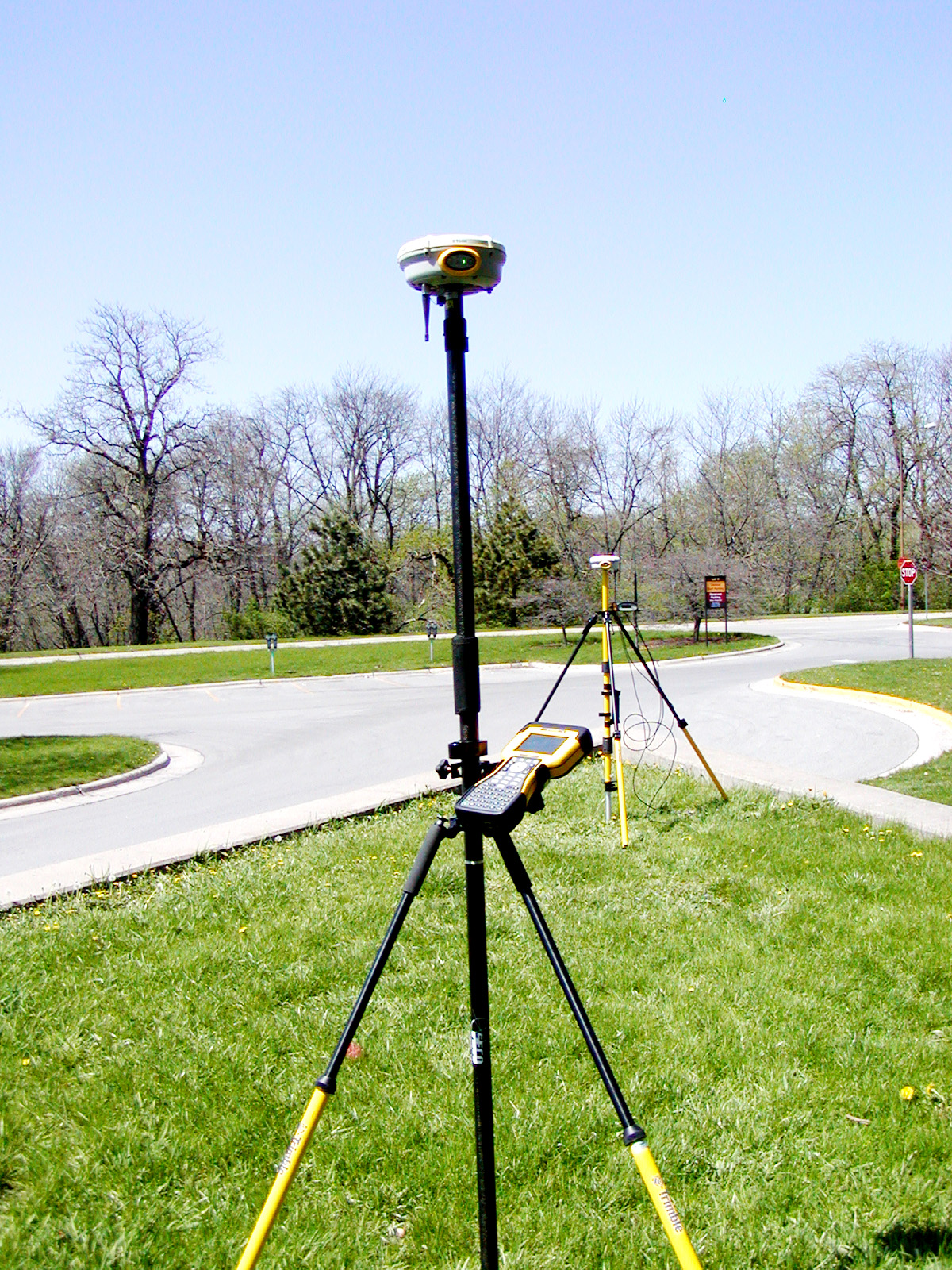
Estació i receptor GPS professionals per precisions centimètriques.

El GPS està evolucionant cap a un sistema més sòlid (GPS III), amb una major disponibilitat i que redueixi la complexitat de les van augmentar GPS. Algunes de les millores previstes comprenen:
- Incorporació d'un nou senyal en L2 per a ús civil.
- Addició d'un tercer senyal civil (L5): 1.176,45 MHz
- Protecció i disponibilitat d'un dels dos nous senyals per a serveis de Seguretat Per a la Vida (SOL).
- Millora en l'estructura de senyals.
- Increment en la potència de senyal (L5 tindrà un nivell de potència de -154 dB).
- Millora en la precisió (1 - 5 m).
- Augment en el nombre d'estacions monitorades: 12 (el doble)
- Permetre millor interoperabilitat amb la freqüència L1 de Galileo

El programa GPS III persegueix l'objectiu de garantir que el GPS satisfarà requisits militars i civils previstos per als propers 30 anys. Aquest programa s'està desenvolupant per utilitzar un enfocament en 3 etapes (una de les etapes de transició és el GPS II), molt flexible, permet canvis futurs i redueix riscos. El desenvolupament de satèl·lits GPS II va començar el 2005, i el primer d'ells estarà disponible per al seu llançament en 2012, amb l'objectiu d'aconseguir la transició completa de GPS III a 2017. Els desafiaments són els següents:
- Representar els requisits d'usuaris, tant civils com militars, quant a GPS.
- Limitar els requisits GPS III dins dels objectius operacionals.
- Proporcionar flexibilitat que permeti canvis futurs per satisfer requisits dels usuaris fins a 2030.
- Proporcionar solidesa per la creixent dependència en la determinació de posició i d'hora precisa com a servei internacional.

## Funcionament

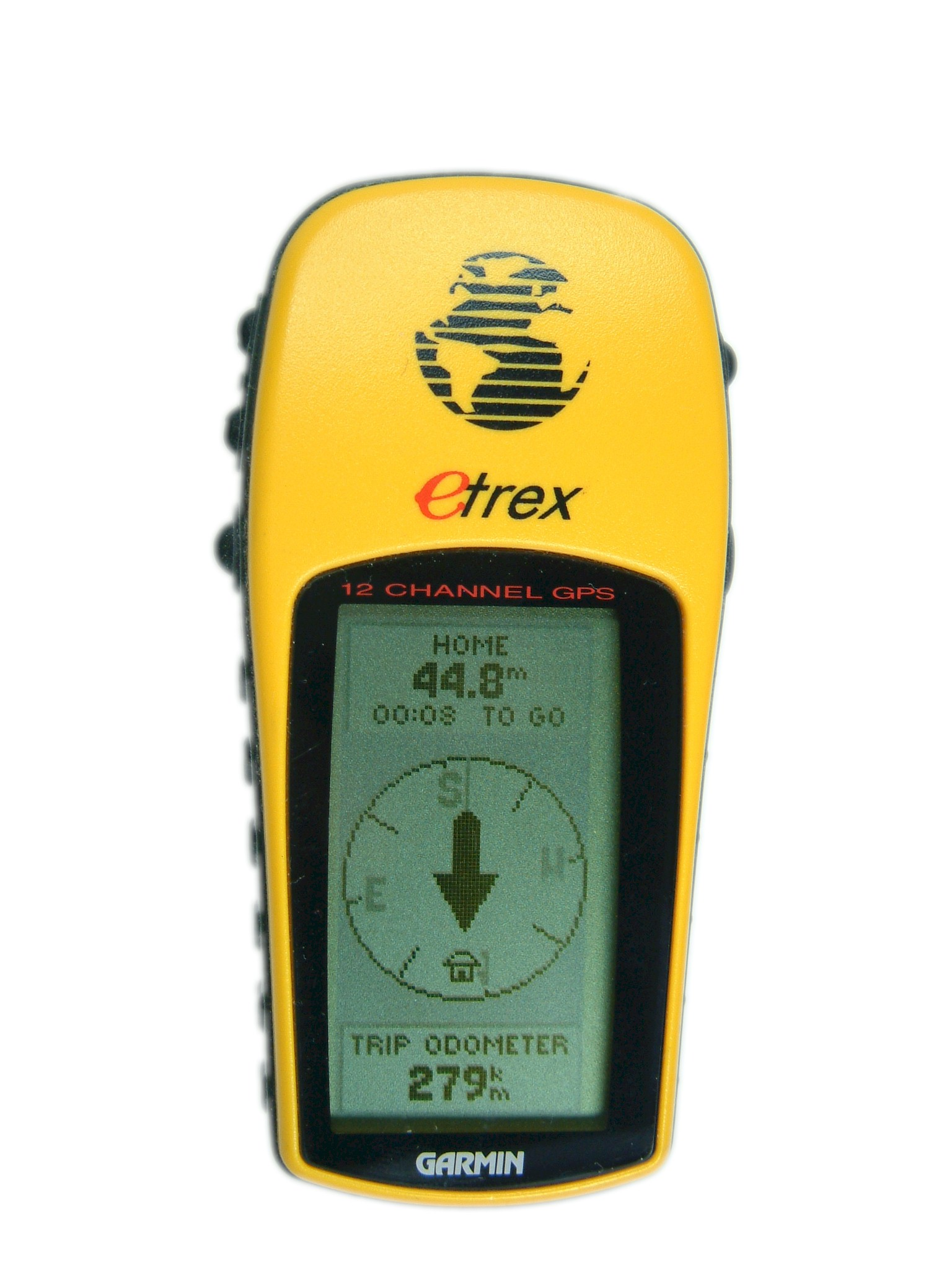
Receptor GPS.

- La situació dels satèl·lits és coneguda pel receptor amb base a les efemèrides (5 elements orbitals), paràmetres que són transmesos pels mateixos satèl·lits. La col·lecció d'efemèrides de tota la constel·lació es completa cada 12 minuts i es guarda en el receptor GPS.
- El receptor GPS mesura la seva distància fins als satèl·lits, i fa servir aquesta informació per calcular la seva posició. Aquesta distància es mesura calculant el temps que el senyal triga a arribar al receptor. Conegut aquest temps i basant-se en el fet que el senyal viatja a la velocitat de la llum (llevat d'algunes correccions que s'apliquen), es pot calcular la distància entre el receptor i el satèl·lit.
- Cada satèl·lit indica que el receptor es troba en un punt en la superfície de l'esfera, amb centre en el propi satèl·lit i de radi la distància total fins al receptor.
- En obtenir informació de dos satèl·lits se'ns indica que el receptor es troba sobre la circumferència que és intersecció de les dues esferes.
- Si adquirim la mateixa informació d'un tercer satèl·lit notem que la nova esfera només talla la circumferència anterior en dos punts. Un d'ells es pot descartar perquè ofereix una posició absurda. D'aquesta manera ja tindríem la posició en 3-D. No obstant això, atès que el rellotge que incorporen els receptors GPS no està sincronitzat amb els rellotges atòmics dels satèl·lits GPS, els dos punts determinats no són suficients.
- Tenint informació d'un quart satèl·lit, eliminem l'inconvenient de la manca de sincronització entre els rellotges dels receptors GPS i els rellotges dels satèl·lits. I és en aquest moment quan el receptor GPS pot determinar una posició 3-D exacta (latitud, longitud i altitud). En no estar sincronitzats els rellotges entre el receptor i els satèl·lits, la intersecció de les quatre esferes amb centre en aquests satèl·lits és un petit volum en comptes de ser un punt. La correcció consisteix a ajustar l'hora del receptor de manera que aquest volum es transformi en un punt.

## Fiabilitat de les dades
A causa del caràcter militar del sistema GPS, el Departament de Defensa dels Estats. Units. es reservava la possibilitat d'incloure un cert grau d'error aleatori, que podia variar dels 15 als 100 m. L'anomenada  disponibilitat selectiva  (S/A) va ser eliminada el 2 de maig de 2000. Encara que actualment no apliqui aquest error induït, la precisió intrínseca del sistema GPS depèn del nombre de satèl·lits visibles en un moment i posició determinats.
Amb un elevat nombre de satèl·lits sent captats (7, 8 o 9 satèl·lits), i si aquests tenen una geometria adequada (estan dispersos), poden obtenir precisions inferiors a 2,5 metres en el 95% del temps. Si s'activa el sistema DGPS anomenat SBAS (WAAS-EGNOS-MSAS), la precisió millora sent inferior a un metre en el 97% dels casos. (Aquests sistemes SBS no s'apliquen a Sud-amèrica, ja que aquesta zona no compta amb aquest tipus de satèl·lits geoestacionaris)

## Fonts d'error

Un exemple visual de la constel·lació GPS en conjunció amb la rotació de la Terra. Observeu com el nombre de satèl·lits visibles en un determinat punt de la superfície de la Terra, en aquest exemple a 45 ° N, canvia amb el temps.

## DGPS o GPS diferencial

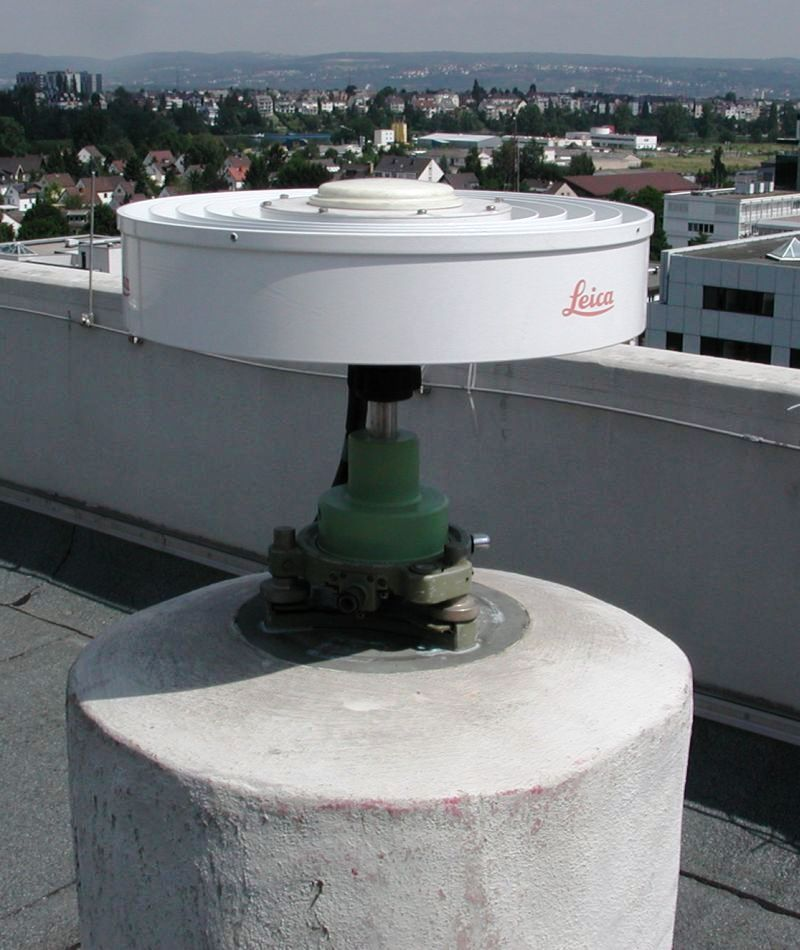
Estació de referència DGPS.

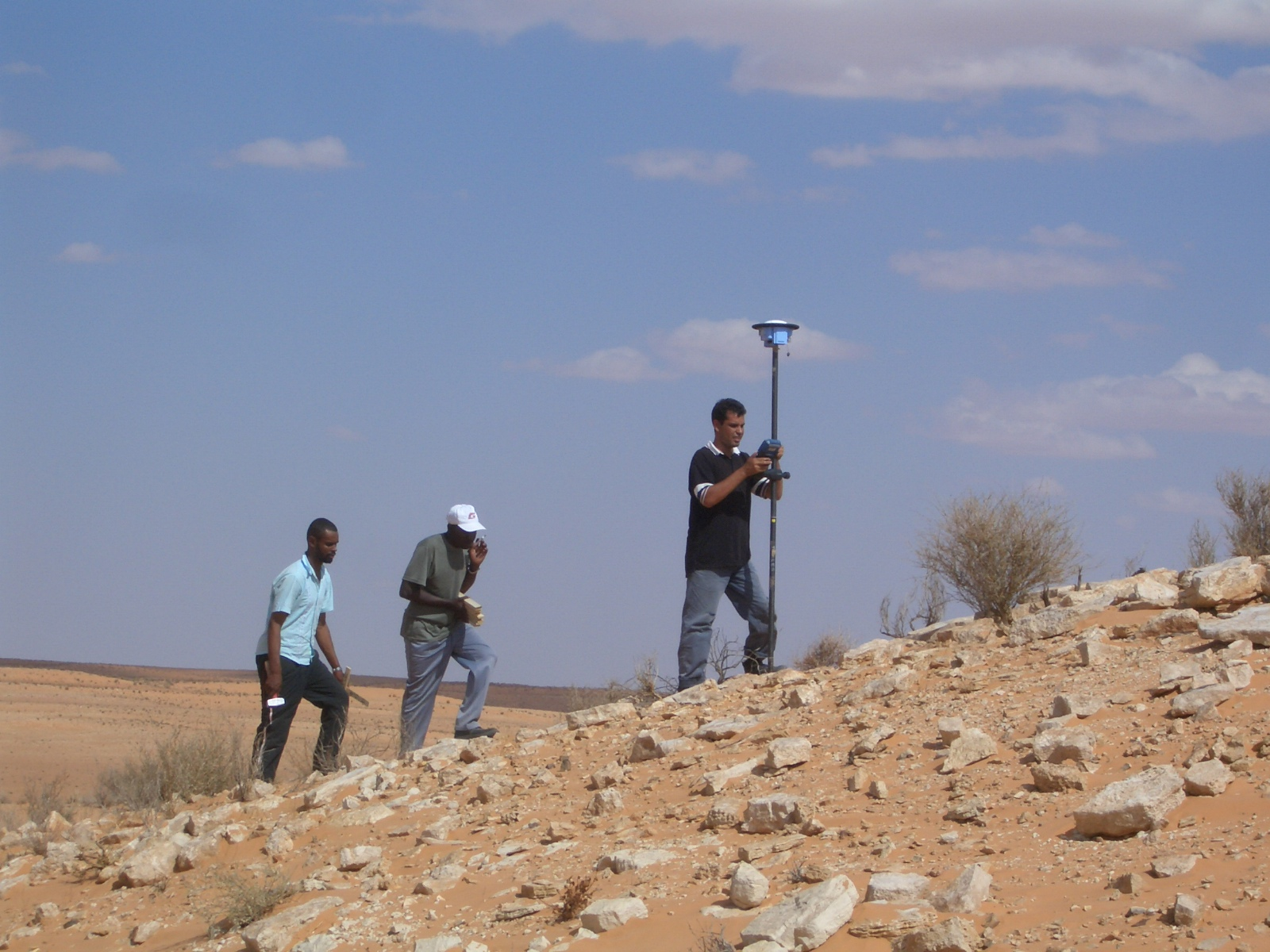
Equip de camp realitzant aixecament d'informació sísmica utilitzant un receptor GPS Navcom SF-2040G Starfire muntat sobre un pal.

## Vocabulari bàsic en GPS

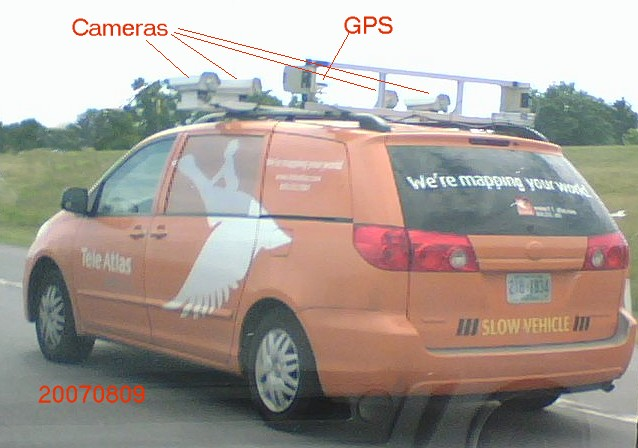
Vehicle de l'empresa Tele Atlas amb GPS cartografiant i fotografiant les carreteres a Rochester (Nova York, EUA)

### Civils

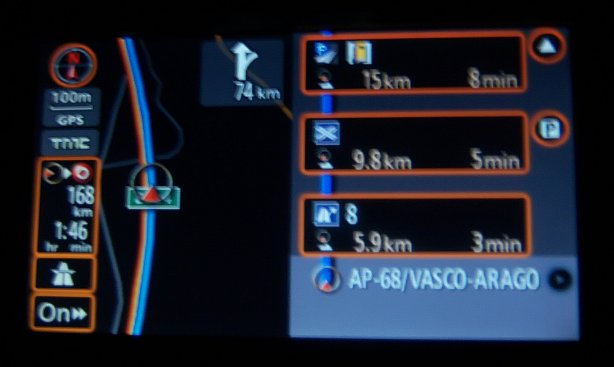
Navegador GPS de pantalla tàctil d'un vehicle amb informació sobre la ruta, així com les distàncies i temps d'arribada al punt de destinació.